# Pascal Legat
Pascal Legat (* 6. April 1995 in Wagna) ist ein österreichischer Fußballtorwart.

## Karriere
Legat begann seine Karriere beim USV Gabersdorf. Zur Saison 2008/09 wechselte er in die Jugend des SK Sturm Graz, bei dem er ab der Saison 2009/10 dann auch sämtliche Altersstufen in der Akademie durchlief. Im September 2012 wechselte er leihweise zum viertklassigen SV Wildon. Für Wildon kam er zu sieben Einsätzen in der Landesliga, ehe er in der Winterpause 2012/13 wieder nach Graz zurückkehrte. Dort gehörte er nach seiner Rückkehr fortan zum Kader der Amateure, für die er bis Saisonende aber noch nicht zum Einsatz kam. Sein Debüt in der Regionalliga folgte dann im September 2013. Im selben Monat stand er erstmals im Spieltagskader der Bundesligaprofis, für die er aber nie spielen sollte. Für Sturm II absolvierte er bis Saisonende 14 Regionalligapartien. Nach der Saison 2013/14 verließ er Sturm.
Nach einem Jahr ohne Verein wechselte Legat zur Saison 2015/16 zum Regionalligisten SV Allerheiligen. Für Allerheiligen machte er 17 Spiele in der Regionalliga. Zur Saison 2016/17 wechselte er nach Deutschland zum sechstklassigen SB Chiemgau Traunstein. In Traunstein konnte er sich aber nicht gegen Issa Ndiaye durchsetzen, in seiner ersten Spielzeit im Ausland machte er nur sieben Partien in der Landesliga. Mit Chiemgau stieg er zu Saisonende in die Bayernliga auf. In der fünfthöchsten Spielklasse kam der Tormann dann regelmäßiger zum Einsatz und machte bis zur Winterpause 2017/18 15 Spiele.
Im Jänner 2018 kehrte er wieder nach Österreich zurück und schloss sich dem viertklassigen FC Bad Radkersburg an. Für die Südoststeirer hütete er siebenmal das Tor in der Landesliga. Zur Saison 2018/19 zog Legat dann zum Regionalligisten SC Weiz weiter. Dort war er aber nur zweiter Tormann hinter Sascha Harrer und machte nur zwei Spiele in der Regionalliga. Zur Saison 2019/20 wechselte er daraufhin zum Ligakonkurrenten SC Kalsdorf. Für Kalsdorf kam er bis zur Winterpause zu 14 Einsätzen. Im Jänner 2020 wechselte er weiter innerhalb der Liga zum USV St. Anna. Für St. Anna spielte er einmal, ehe die Saison COVID-bedingt abgebrochen wurde.
Zur Saison 2020/21 kehrte er wieder nach Weiz zurück, wo er in den folgenden Jahren zumeist wieder nur zweite Wahl war. Insgesamt kam er in dreieinhalb Jahren zu 19 Einsätzen für die Weizer in der Regionalliga. Im Jänner 2024 wechselte Legat zum Zweitligisten SV Lafnitz. Sein Debüt in der 2. Liga gab er im Februar 2024, als er am 17. Spieltag der Saison 2023/24 gegen den SKN St. Pölten in der Startelf stand.
In der Winterpause 2024/25 schloss er sich dem FC Großklein in der fünftklassigen Oberliga Süd-Ost an.